# HPGDS
HPGDS (англ. Hematopoietic prostaglandin D synthase) – білок, який кодується однойменним геном, розташованим у людей на короткому плечі 4-ї хромосоми.  Довжина поліпептидного ланцюга білка становить 199 амінокислот, а молекулярна маса — 23 344.
| 10         |  | 20         |  | 30         |  | 40         |  | 50         |
| ---------- |  | ---------- |  | ---------- |  | ---------- |  | ---------- |
| MPNYKLTYFN |  | MRGRAEIIRY |  | IFAYLDIQYE |  | DHRIEQADWP |  | EIKSTLPFGK |
| IPILEVDGLT |  | LHQSLAIARY |  | LTKNTDLAGN |  | TEMEQCHVDA |  | IVDTLDDFMS |
| CFPWAEKKQD |  | VKEQMFNELL |  | TYNAPHLMQD |  | LDTYLGGREW |  | LIGNSVTWAD |
| FYWEICSTTL |  | LVFKPDLLDN |  | HPRLVTLRKK |  | VQAIPAVANW |  | IKRRPQTKL  |

A: Аланін

C: Цистеїн

D: Аспарагінова кислота

E: Глутамінова кислота

F: Фенілаланін

G: Гліцин

H: Гістидин

I: Ізолейцин

K: Лізин

L: Лейцин

M: Метіонін

N: Аспарагін

P: Пролін

Q: Глутамін

R: Аргінін

S: Серин

T: Треонін

V: Валін

W: Триптофан

Кодований геном білок за функціями належить до трансфераз, ізомераз. 
Задіяний у таких біологічних процесах як метаболізм жирних кислот, метаболізм ліпідів, біосинтез жирних кислот, біосинтез ліпідів, біосинтез простагландинів, метаболізм простагландинів. 
Білок має сайт для зв'язування з іонами металів, іоном кальцію, іоном магнію. 
Локалізований у цитоплазмі.